# Promachus princeps
Promachus princeps är en tvåvingeart som beskrevs av Samuel Wendell Williston  1885. Promachus princeps ingår i släktet Promachus och familjen rovflugor. Inga underarter finns listade i Catalogue of Life.